# Epiphragma adspersum
Epiphragma adspersum är en tvåvingeart som först beskrevs av Christian Rudolph Wilhelm Wiedemann 1828.  Epiphragma adspersum ingår i släktet Epiphragma och familjen småharkrankar. Inga underarter finns listade i Catalogue of Life.